# Marie Jules Dupré
Pour les articles homonymes, voir Dupré.
Marie Jules Dupré, né le 25 novembre 1813 à Albi et mort à Paris le 8 février 1881, est un officier de marine français qui fut gouverneur de La Réunion de 1865 à 1869, puis de 1871 à 1874, gouverneur de la Cochinchine. 
Il est nommé membre du Conseil d'amirauté en 1874, Vice-amiral et préfet maritime en 1875.

## Biographie

### Officier de marine
Jules Dupré suit les cours de l'École navale et en sort en 1831.
Il est nommé enseigne de vaisseau en 1837, puis affecté dans les Caraïbes et ensuite en Extrême-Orient où il se livre à des travaux magnétiques, météorologiques et hydrographiques. Promu lieutenant de vaisseau en 1846, il est affecté au dépôt des cartes et plans au ministère de la Marine.

### La guerre de Crimée
Capitaine de frégate en 1854, il prend part à la guerre de Crimée en 1955 au commandement de la Tonnante et remporte des succès tactiques importants.

### Affectation dans l'océan indien
Il est ensuite chargé des opérations navales en mer des Indes. En 1861, capitaine de vaisseau, il représente la France à la signature du traité de commerce avec Madagascar. Son affectation se termine en 1864, et il rentre en France.

### Gouverneur de la Réunion
Jules Dupré est nommé gouverneur de la Réunion en octobre 1864 et rejoint l'île pour prendre son poste le 4 janvier 1865. En 1867, il est promu au rang de contre-amiral. 
Fin novembre 1868, Charles Buet, un journaliste catholique métropolitain, est accusé d'attentat aux mœurs sur un jeune créole. Le 29 novembre , un charivari est organisé et se transforme en manifestations anticléricales. En quelques jours, Saint-Denis s'embrase. Le 1er décembre , des revendications sont définit et concernent l'éducation et la laïcité, l'expulsion des jésuites, le renvoi du directeur de l'intérieur  responsable de la situation financière désastreuse de l'île et l'élection des conseils au suffrage universel. Le 2, a lieu le rassemblement des dionysiens dans le calme devant la mairie mais, par la suite, l'armée charge les manifestants. Une dizaine de personnes sont tuées et d'autres blessées par balle dans le dos ou par coups de Baïonnette. Les manifestants par la suite incendient le collège jésuite. Dupré confit la garde de la ville à la milice  locale et instaure l'état d'urgence pendant six mois. Jules Simon interpelle en janvier 1870 le gouvernement à la tribune du corps législatif et accuse Dupré.
Il retourne en métropole en 1869. 

### Gouverneur de la Cochinchine
En février 1870, Dupré reçoit le commandement de la division des Mers de Chine et du Japon, puis en 1871, il est nommé gouverneur de Cochinchine, poste qu'il occupe jusqu'au 16 mars 1874. À ce titre, il organise l'expédition de Francis Garnier, puis après l'échec de celle-ci et la mort de son protagoniste, signe de deuxième traité de Saïgon, la veille de son départ.

### Fin de carrière
À son retour en France en avril 1874, il est nommé membre du Conseil d'amirauté. Promu au grade de Vice-amiral en août 1875, Dupré est nommé le mois suivant préfet maritime de Rochefort, puis de Toulon en 1877.
Il quitte le service actif en novembre 1878 et meurt en février 1881.

## Distinctions
- Grand officier de la Légion d'honneur (16 avril 1872)[6]
- Officier d'académie
- Chevalier de l'Ordre du Sauveur
- Ordre du Bain
- Médaille de Crimée
- Ordre du Médjidié

## Postérité
Une espèce de grandes chauves-souris porte son nom, l'Eidolon dupreanum.

## Écrits
- Trois mois de séjour à Madagascar, par le capitaine Dupré, 284 p., Paris, éd. Louis Hachette, 1863